# すり身
すり身（すりみ）は、魚類の身（魚肉）の食品加工法。広義には、その加工法により作られた魚肉練り製品のことを指す。

## 概要
魚肉練り製品として、魚肉ソーセージ・蒲鉾・つみれなどの原料となる。
- 原料には、スケトウダラ・イワシ・ホッケ・エビなどを用いる[1][2]。
- 日本発の発明で、それまでミールとしてしか使われなかった魚を、非常に受け入れやすい形で食用に利用できるようにした[3]。
- すり身の開発から、北太平洋の日本のスケトウ漁業が大発展し[4]、今では北米がそれにとって代わって大量生産している。
- 下ごしらえ済みのすり身がスリミと称して販売されている場合もある。(スリミ汁・スリミ団子など)
- つみれと混同されることがあるが、鶏卵や澱粉などのつなぎを加えていることから、厳密には別のもの。

### 利用
その歴史は非常に古く、900年前の平安時代の文献にも紹介されている。その後蒲鉾、竹輪、さつま揚げ等色々な食材へと発展した。
- 多くの練り製品（かまぼこ・カニかまぼこ・さつま揚げ類・ちくわなど）の原料として国内外で使われている。
- 地方の郷土料理、汁物（つみれ汁）など。
- 海外では、カニ・エビ・オマールエビ・アングラス（ウナギのシラス）の代用品としての練り製品が作られ、サラダ・サンドイッチなどに極めて広く利用されている。カニサンドと称したものはほとんどが、この練り製品を使っている。
- 海外では、魚肉練り製品のことを英: surimiと称して販売される[5]。

## 歴史
1960年代初頭、北海道水産試験場がスケトウダラをすり身に加工して冷凍するプロセスを確立し、1963年に特許を取得。この発明を基盤に、1960年代後半から1970年代にかけて北太平洋・ベーリング海における主にスケトウダラを目標とした底引網漁業・トロール漁業が発展を見た。特に段々規制が強まって公海から締め出されたサケマス流し網漁業の受け皿として、非常に重要な役割を果たした。
だが1970年代に200海里をはじめとした専管経済水域が確立されると、主漁場がアメリカ合衆国の排他的経済水域にあったため、徐々に沿岸国の漁船（合弁事業を含む）にとって代わられる。このため現在はアメリカ合衆国が世界一の漁獲量を挙げており、一大産業となっている。
日本では蒲鉾・竹輪・半片・薩摩揚げなどの魚肉練り製品に多く使われている。
日本で開発された、すり身を原料としたカニ風味や、ロブスター風味の製品は世界中に広く受け入れられた。